# Winklerflasche

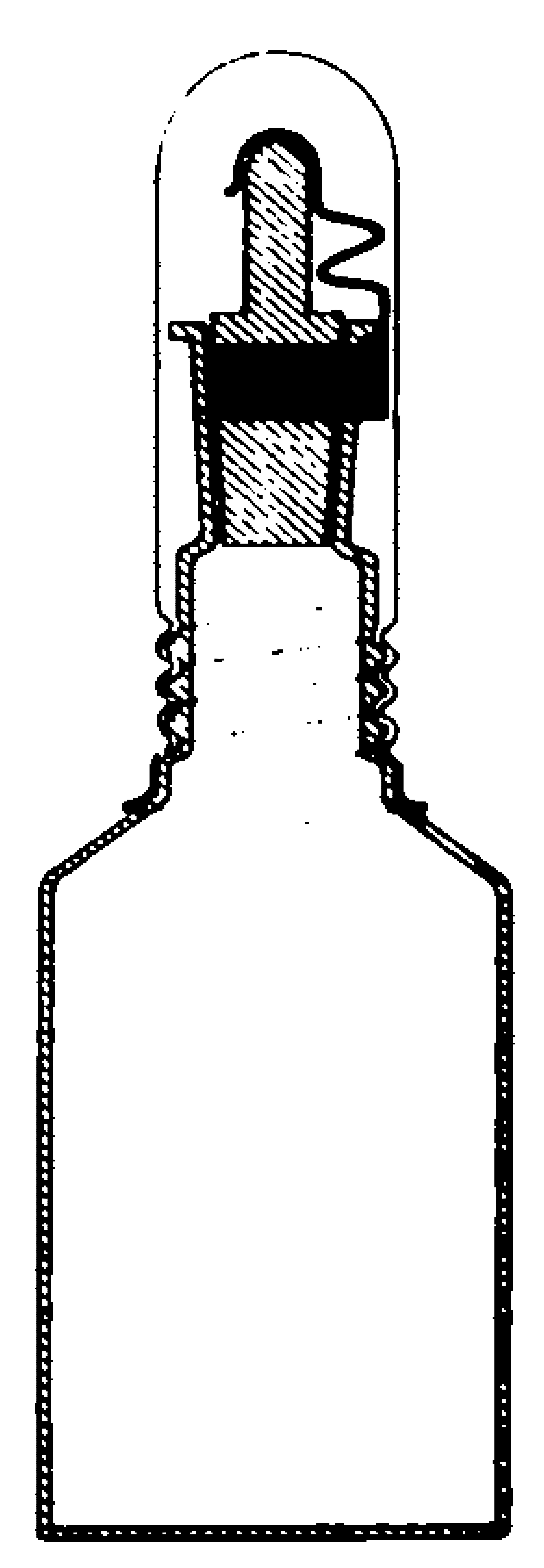
Skizze aus Winklers Originalpublikation

Die Winklerflasche, auch bekannt als Sauerstoffflasche nach Winkler, ist ein nach Lajos Winkler benanntes in chemisch-analytischen Laboratorien benutztes Glasgerät.
Eine Winklerflasche zeichnet sich dadurch aus, dass sie einen massiven, schräg angeschliffenen Normschliff-Glasstopfen hat, der mit einer Federklemme gesichert werden kann. Jede Flasche wird mit dem dazugehörigen Stopfen justiert. Stopfen und Flasche sind deshalb nicht untereinander austauschbar und daher stets gleich nummeriert, um Verwechslungen zu vermeiden. Das gemessene Volumen ist auf ±0,01 ml genau angegeben. Die Nennvolumen betragen 100–150 ml mit Schliff NS 14/23 und 250–300 ml mit Schliff NS 19/26.
Der schräg angeschliffene Stopfen erlaubt das Abfüllen von Flüssigkeiten ohne überstehende Gasblase, deren Bestandteile während des Transports oder der Lagerung bis zur Untersuchung der Flüssigkeitszusammensetzung mit dieser wechselwirken und Ergebnisse beeinflussen können.

## Verwendung
Winklerflaschen werden zur Probenaufbewahrung für die Bestimmung des im Wasser gelösten Sauerstoffs genutzt.